# Latino pop
Latino pop (Pop Latino på spansk) er popmusik fra især Latinamerika, Spanien, Portugal, Italien og spansk-amerikanske kunstnere som synger på sprog talt i Latinamerika; hovedsageligt spansk, italiensk og portugisisk. Til tider bliver der også sunget på engelsk, hvilket blandt andet sker når latino pop kunstnere både udgiver en engelsk og en latinamerikansk version af deres sange.
| Musik | Spire Denne musikartikel er en spire som bør udbygges. Du er velkommen til at hjælpe Wikipedia ved at udvide den. |